# Hôtel de Sevin
L'hôtel de Sevin situé au croisement la rue de la Grande-Horloge et la rue des Trois-Gonelles, à Agen, dans le département de Lot-et-Garonne.

## Historique
L'hôtel a été occupé par la famille de Sevin, famille de magistrats agenais, entre 1508 et 1923. 
Dans la cour on peut voir une fenêtre géminée vestige d'un édifice remontant au XIVe siècle. La plus grande partie a été construite au XVIIe siècle, puis a été aménagé aux XVIIIe et XIXe siècles.
Les premières réunions de la Société académique d'Agen se sont réunies dans l'hôtel de Sevin.
L'hôtel a été inscrit au titres des monuments historiques le 10 janvier 2003.

## Description
L'hôtel se compose d'un logis nord et d'un logis sud avec, dans un angle, une tour de style troubadour datant du XIXe siècle. Il possède des décors Premier Empire.  Il a conservé ses communs, une cour intérieure et sa clôture.